# 권미원
권미원 (1961년 11월 18일 출생) 은 한국 태생의 큐레이터이자 미술사학자이다. 현대 미술, 대지 예술, 장소 특정적 미술, 도시 연구 등 여러 분야를 아우르는 연구와 저술 활동을 한다. 미국 휘트니 미술관에서 큐레이터로 활동하면서 미술, 문화, 비평 저널인 'Documents'(1992-2004)의 공동 창립자이자 편집장을 역임하였고 'October' 저널의 자문위원으로 활동하였다. UCLA 미술사학과에서 1997년부터 2023년까지 교수로 재직하였다.

## 학력
1961년 한국에서 태어났다. 1972년 동아일보 특파원이었던 아버지를 따라 미국으로 이주하였다. UC 버클리에서 건축학 학사 학위와 사진학 석사 학위를 마쳤다. 1982년 한국의 건축사무소 '공간' 에서 1년간 근무하였다.  1998년 프린스턴 대학에서 건축 역사 및 이론 박사 학위를 취득했다. 1988-89년 학기 기간에 휘트니 미술관의 독립 스튜디오 프로그램에 참여했다.
1. ↑  “Name Authorities”. Library of Congress. 2014년 3월 9일에 확인함.
2. ↑  Miwon Kwon. “Fillip”. 《Documents Magazine 1992–2004: Part One》.
3. ↑  “Miwon Kwon, ZKM | Center for Art and Media”.
4. ↑  UCLA. “Miwon Kwon -  Art History”. 2024년 11월 26일에 확인함.
5. ↑  Heffler, Robin. “Challenging conventional concepts of art”. UCLA Today. 2013년 12월 3일에 원본 문서에서 보존된 문서. 2014년 3월 9일에 확인함.
6. ↑  이은호 (2009년 9월 14일). ““현대미술, 그 혼란을 정직하게 인정하라””. 미주한국일보.
7. ↑  “Miwon Kwon”. Mellon Postdoctoral Program in the Humanities, UCLA. 2019년 11월 7일에 확인함.